# Nhân giống vật nuôi
Nhân giống vật nuôi (Animal breeding) là quá trình sinh sản và chọn lọc nhằm giữ lại và gây nuôi những vật nuôi giống là những động vật được con người nuôi nhốt.

## Nhân giống thuần chủng
Nhân giống thuần chủng (Pure breeding) là cho các cá thể thuần chủng, có cùng kiểu di truyền, giao phối với nhau để tạo ra các cá thể đời con có cùng kiểu di truyền ấy. Trong công tác giống, đây là phương pháp nhân giống, chỉ cho giao phối những cá thể đực cái cùng giống nhằm củng cố tính đồng nhất về các tính trạng của giống.
Ví dụ, lợn đực Landrace lai với lợn cái Landrace, gà trống Ri thuần chủng lai với gà mái Ri thuần chủng, Trâu đực Murahh lai với trâu cái Murahh sinh ra thế hệ đời con thuần chủng là nhân giống thuần chủng.